# باب عليوة

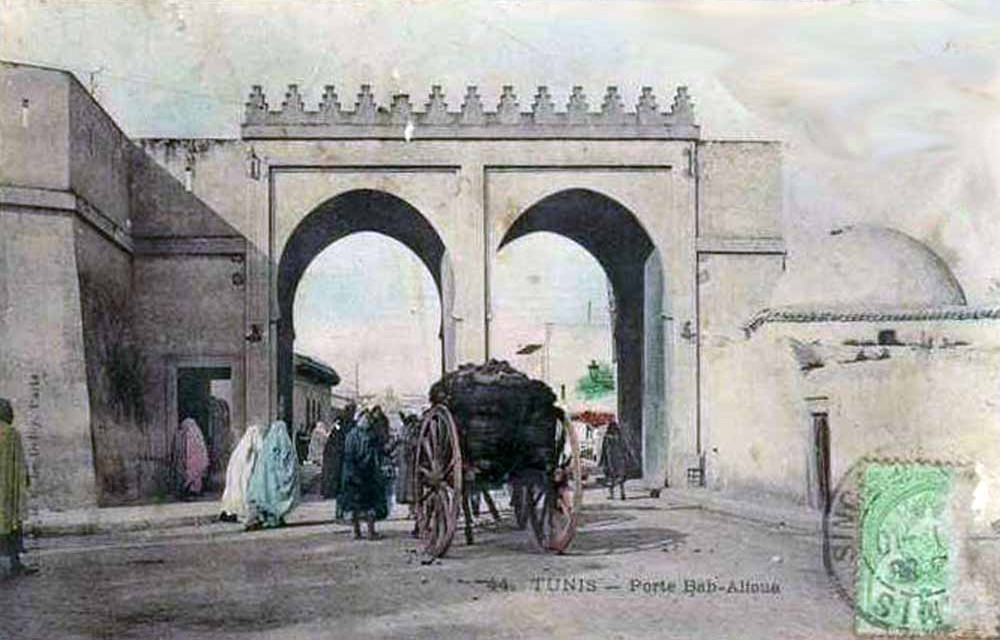
باب عليوة عام 1900

باب عليوة أحد أبواب مدينة تونس العتيقة. بناه السلطان الحفصي أبو إسحاق إبراهيم المستنصر (1349-1369) في الجهة الشرقية من أسوار مدينة تونس. سمي بـباب عليوة نظرا للعلّيّة (طابق علوي صغير) التي كانت فوقه. دخل منه خير الدين بربروس مدينة تونس عام 1534 م. كان يسمى الباب أيضا باب القوافل، نظرا للقوافل التي كانت تصله من الوطن القبلي والساحل التونسي محملة بالحبوب والزيت.